# Eleccions al Parlament de Catalunya de 1988
Les eleccions al Parlament de Catalunya de 1988 corresponents a la III legislatura es van celebrar el diumenge 29 de maig de 1988. Van ser les terceres després de la finalització de la dictadura Franquista a Espanya i el restabliment de la Generalitat de Catalunya del 1979. Foren convocades a votar 4.564.389 persones majors de 18 anys i amb dret a vot a Catalunya. Les eleccions serviren per a escollir als 135 parlamentaris de la segona legislatura democràtica. Acudiren a votar 2.709.685 persones, amb una participació del 59,37 per cent, tres punts per dessota de la participació de quatre anys abans.
El partit més votat fou, per tercera vegada consecutiva, Convergència i Unió qui, amb 1.232.514 vots (un 45,72 per cent), obtingué 69 escons, 3 menys que a les anteriors eleccions, però 27 més que la segona força política, el Partit dels Socialistes de Catalunya, cosa que tornaria a donar a CiU la majoria absoluta.
Després de la formació del Parlament de Catalunya, el candidat de Convergència i Unió, Jordi Pujol, fou investit President de la Generalitat de Catalunya, per tercera vegada consecutiva.

## Sondejos
| Enquesta                   | CiU   | PSC-PSOE | IC   | AP   | ERC  | CDS  | Altres |
| -------------------------- | ----- | -------- | ---- | ---- | ---- | ---- | ------ |
| Diari de Barcelona (21/02) | 45,9% | 36,6%    | 8,1% | 4,4% | 2,2% | 1,0% | 1,8%   |
| Projecció d'escons         | 69    | 52       | 10   | 4    | 0    | 0    | 0      |
| El Periódico (28/02)       | 46,2% | 29,8%    | 4,5% | 5,7% | 5,7% | 5,7% | 2,4%   |
| Projecció d'escons         | 71    | 40       | 5    | 6    | 8    | 5    | 0      |
| El Independiente (12/03)   | 44,0% | 30,0%    | 9,0% | 6,5% | 4,5% | 3,0% | 3,0%   |
| Projecció d'escons         | 68    | 41       | 10   | 9    | 5    | 2    | 0      |
| Diari de Barcelona (20/03) | 53,3% | 29,4%    | 4,8% | 4,7% | 3,8% | 2,0% | 2,0%   |
| Projecció d'escons         | 82    | 42       | 5    | 4    | 2    | 0    | 0      |
| Diari de Barcelona (24/04) | 46,5% | 30,2%    | 6,6% | 5,2% | 4,3% | 2,8% | 4,4%   |
| Projecció d'escons         | 74    | 45       | 7    | 6    | 2    | 1    | 0      |
| La Vanguardia (26/04)      | 47%   | 29%      | 5%   | 6%   | 5%   | 4%   | %      |
| Projecció d'escons         | 69-72 | 40-43    | 7-8  | 6-7  | 5    | 3-5  | --     |
| El Periódico (01/05)       | 50,8% | 27,8%    | 3,8% | 5,6% | 3,7% | 5,4% | 2,9%   |
| Projecció d'escons         | 78    | 38       | 3    | 7    | 3    | 6    | 0      |
| El País (08/05)            | 47,4% | 28,2%    | 5,8% | 6,4% | 4,2% | 4,2% | 3,8%   |
| Projecció d'escons         | 72-75 | 37-40    | 6-7  | 7-9  | 4-6  | 4-6  | 0      |
| El Periódico (22/05)       | 50,2% | 27,9%    | 6,3% | 5,3% | 3,4% | 4,2% | 2,7%   |
| Projecció d'escons         | 78    | 38       | 7    | 6    | 3    | 3    | 0      |
| La Vanguardia (22/05)      | 48%   | 29%      | 6%   | 6%   | 4%   | 3%   | 4%     |
| Projecció d'escons         | 73-76 | 39-41    | 7-8  | 7-8  | 4-5  | 0-2  | 0      |
| El País (22/05)            | 49,3% | 27,7%    | 5,4% | 6,1% | 3,1% | 3,6% | 4,8%   |
| Projecció d'escons         | 73-76 | 38-40    | 6-7  | 7-9  | 0-3  | 2-3  | 0      |
| Diario 16 (22/05)          | 45,5% | 28,0%    | 9,0% | 7,0% | 3,5% | 3,5% | 3,5%   |
| Projecció d'escons         | 70-75 | 37-40    | 8-10 | 8-9  | 2-3  | 2-3  | 0      |

## Dades generals
- Cens: 4.564.389
- Meses: 7.145
- Votants: 2.709.685 (59,37%)
- Abstenció: 1.854.704 (40,63%)
- Vots:

- Vàlids: 2.695.935 (99,49%)
- a candidatures: 2.678.989 (98,87%)
- en blanc: 16.946 (0,63%)
- nuls: 13.750 (0,51%)

## Resultats
Només es presenten les candidatures amb més de 1.000 vots.
En negreta, els partits de Govern
Resum Resultats Eleccions al Parlament de Catalunya 1988
| Candidatures | Candidatures                                                | Vots 1988 | % Vot 1988 | Parl. 1988 | Vots 1984 | % Vot 1984 | Parl. 1984 |
| ------------ | ----------------------------------------------------------- | --------- | ---------- | ---------- | --------- | ---------- | ---------- |
|              | Convergència i Unió (CiU)                                   | 1.232.514 | 45,72      | 69         | 1.346.729 | 46,80      | 72         |
|              | Partit dels Socialistes de Catalunya (PSC-PSOE)             | 802.828   | 29,78      | 42         | 866.281   | 30,11      | 41         |
|              | Iniciativa per Catalunya (IC)                               | 209.211   | 7,76       | 9          | -         | -          | -          |
|              | Alianza Popular (AP)                                        | 143.241   | 5,31       | 6          | 221.601   | 7,70       | 11         |
|              | Esquerra Republicana de Catalunya (ERC)                     | 111.647   | 4,14       | 6          | 126.943   | 4,41       | 5          |
|              | Centro Democrático y Social (CDS)                           | 103.351   | 3,83       | 3          | -         | -          | -          |
|              | Alternativa Verda-Moviment Ecologista de Catalunya (AV-MEC) | 16.346    | 0,61       | 0          | -         | -          | -          |
|              | Els Verds Ecologistes (EVE)                                 | 8.730     | 0,32       | 0          | -         | -          | -          |
|              | Els Verds (EV)                                              | 8.105     | 0,30       | 0          | -         | -          | -          |
|              | Partit Ecologista de Catalunya-Verdes (PEC-VERDES)          | 5.927     | 0,22       | 0          | -         | -          | -          |
|              | Partit Andalús de Catalunya (PAC)                           | 5.815     | 0,22       | 0          | -         | -          | -          |
|              | Partit Socialista dels Treballadors (PST)                   | 5.794     | 0,21       | 0          | 5.381     | 0,19       | 0          |
|              | Partit Socialdemòcrata de Catalunya (PSDC)                  | 5.156     | 0,19       | 0          | 6.768     | 0,24       | 0          |
|              | Juntas Españolas (JE)                                       | 4.524     | 0,17       | 0          | -         | -          | -          |
|              | Unificació Comunista d'Espanya (UCE)                        | 3.358     | 0,12       | 0          | -         | -          | -          |
|              | Partit Obrer Revolucionari (POR)                            | 2.727     | 0,10       | 0          | 2.694     | 0,09       | 0          |
|              | Lliga Obrera Comunista (LOC)                                | 2.228     | 0,08       | 0          | -         | -          | -          |
|              | Falange Española de las JONS (FEJONS)                       | 2.202     | 0,08       | 0          | -         | -          | -          |
|              | Partit Humanista de Catalunya (PHC)                         | 2.195     | 0,08       | 0          | -         | -          | -          |
|              | Aliança per la República (ApR)                              | 1.119     | 0,04       | 0          | -         | -          | -          |
|              | Unidad Popular Republicana (UPR)                            | 1.066     | 0,04       | 0          | -         | -          | -          |

### Investidura del president
| Primera Volta Majoria Absoluta (68 escons) Requerida |                |    |    |   |   |   |   |       |
| Candidat: Jordi Pujol i Soley                        | Grups Polítics |    |    |   |   |   |   | TOTAL |
| Candidat: Jordi Pujol i Soley                        | Sí             | 69 |    |   |   |   |   | 69    |
| Candidat: Jordi Pujol i Soley                        | No             |    | 41 | 9 |   | 6 |   | 56    |
| Candidat: Jordi Pujol i Soley                        | Abstencions    |    |    |   | 6 |   | 3 | 9     |
| Candidat: Jordi Pujol i Soley                        | Absències      |    | 1  |   |   |   |   | 1     |

## Diputats elegits
| CiU | PSC-PSOE | IC | AP | ERC | CDS                                                                                           |
| Barcelona 1. Jordi Pujol i Soley 2. Macià Alavedra i Moner 3. Joaquim Xicoy i Bassegoda 4. Josep Maria Cullell i Nadal 5. Francesc Xavier Bigatà i Ribé 6. Joan Guitart i Agell 7. Josep Miró i Ardèvol 8. Agustí M. Bassols i Parés 9. Joaquim Molins i Amat 10. Joaquim Ferrer i Roca 11. Josep Manuel Basáñez i Villaluenga 12. Joan Rigol i Roig 13. Antoni Subirà i Claus 14. Ramon Camp i Batalla 15. Flora Sanabra i Villarroya 16. Ferran Pont i Puntigam 17. Max Cahner i Garcia 18. Jaume Camps i Rovira 19. Juli Sanclimens i Genescà 20. Domènec Sesmilo i Rius 21. Raimon Escudé i Pladellorens 22. Joan Aymerich i Aroca 23. Maria del Carme Servitje i Mauri 24. Eugeni-Jesús Pérez-Moreno i Pallarés 25. Joan Colomines i Puig 26. Antoni Jordà i Novas 27. Josep Serratusell i Sitjes 28. Josep M. Coll Majó 29. Pere Parera i Cartró 30. Enric Castellnou i Alberch 31. Ramon Pla Nadal 32. Ferran Camps Vallejo 33. Enric Renau i Folch 34. Rosa Bruguera i Bellmunt 35. Francesc Codina i Castillo 36. Josep Sánchez Llibre 37. Carles Viñas i Serra 38. Jordi Vila i Foruny 39. Esteve Orriols i Sendra Girona 1. Arcadi Calzada i Salavedra 2. Ricard Masó i Llunes 3. Josep Oriol Suñer i Carbó 4. Trinitat Neras Plaja 5. Josep Moliner i Florensa 6. Josep Montalat i Cufí 7. Gràcia Bosch i Agustí 8. Frederic Martínez i Ibáñez 9. Pere Casals i Lezcano 10. Josep Coll i Bertran Lleida 1. Jaume Manuel Oronich i Miravet 2. Josep Borràs i Gené 3. Teresa Ribes i Utgé 4. Francesc Guasch i Fernández 5. Miquel Padilla i Díaz 6. Josep Maria Graells i Forcada 7. Jaume Aligué i Escudé 8. Francesc Xavier Bada i Amatller 9. Pilar Busquets i Medan Tarragona 1. Josep Laporte i Salas 2. Josep Sendra i Navarro 3. Joan Josep Martí i Ferré 4. Enric Vendrell i Duran 5. Joan Descals i Esquius 6. Vicenç de Paul González i Castells 7. Joan Antoni Mur i Borràs 8. Joan Josep Grau i Folch 9. Miquel Àngel Marimon i Fort 10. Francesc Vernet i Mateu | Barcelona 1. Josep Maria Obiols i Germà 2. Pasqual Maragall i Mira 3. Lluís Armet i Coma 4. Jordi Solé i Tura 5. Justo Domínguez de la Fuente 6. Josep Maria Sala i Griso 7. Higini Clotas i Cierco 8. Antoni Dalmau i Ribalta 9. Rosa M. Barenys Martorell 10. Jaume Sobrequés i Callicó 11. Manuela de Madre i Ortega 12. Xavier Soto i Cortés 13. Luis Andrés García Sáez 14. Esteve Tomàs i Torrens 15. Felip Lorda Alaiz 16. Xavier Guitart i Domènech 17. Jordi Menéndez i Pablo 18. Florencio Gil Pachón 19. Pilar Ferran Hernández 20. Santiago Riera i Olivé 21. Rafael Madueño i Sedano 22. Josep Maria Rañé i Blasco 23. Rosa Martí i Conill 24. Joan Oliart i Pons 25. Magí Cadevall i Soler 26. Daniel Font i Cardona 27. Josep Clofent i Rosique 28. Joan Roma i Cunill Girona 1. Joaquim Nadal i Farreras 2. Lluís Medir i Huerta 3. Manuel Nadal i Farreras 4. Daniel Terradellas Redon 5. Arseni Gibert i Bosch Lleida 1. Antoni Siurana i Zaragoza 2. Pere Ayguadé i Ayguadé 3. Joan M. Ganyet i Solé 4. Teresa Utgés i Nogués Tarragona 1. Joan Reventós i Carner 2. Joan Maria Abelló i Alfonso 3. Ramon Aleu i Jornet 4. Martí Carnicer i Vidal 5. Dionisi Garcia i Guillamon | Barcelona 1. Rafael Ribó i Massó 2. Joan Saura i Laporta 3. Marià Pere i Lizàndara 4. Jaume Nualart i Serrats 5. Ignasi Riera i Gassiot 6. Rosa Fabián Martínez 7. Celestino Andrés Sánchez Ramos 8. Roc Fuentes i Navarro Tarragona 1. Víctor Manuel Gimeno i Sanz | Barcelona 1. Jorge Fernández Díaz 2. Aleix Vidal-Quadras i Roca 3. Manuel Fernando Bauzá i Gómez 4. Dolors Montserrat i Culleré Lleida 1. Víctor Manuel Colomé i Farré Tarragona 1. Josep Curto i Casado | Barcelona 1. Joan Hortalà i Arau 2. Josep Lluís Carod-Rovira 3. Àngel Colom i Colom Girona 1. Marçal Casanovas i Guerri Lleida 1. Miquel Pueyo i París Tarragona 1. Joan Manel Sabanza i March | Barcelona 1. Antoni Fernández i Teixidó 2. Xavier Latorre i Piedrafita 3. Juan Martín Toribio |